# Pauline Nordin

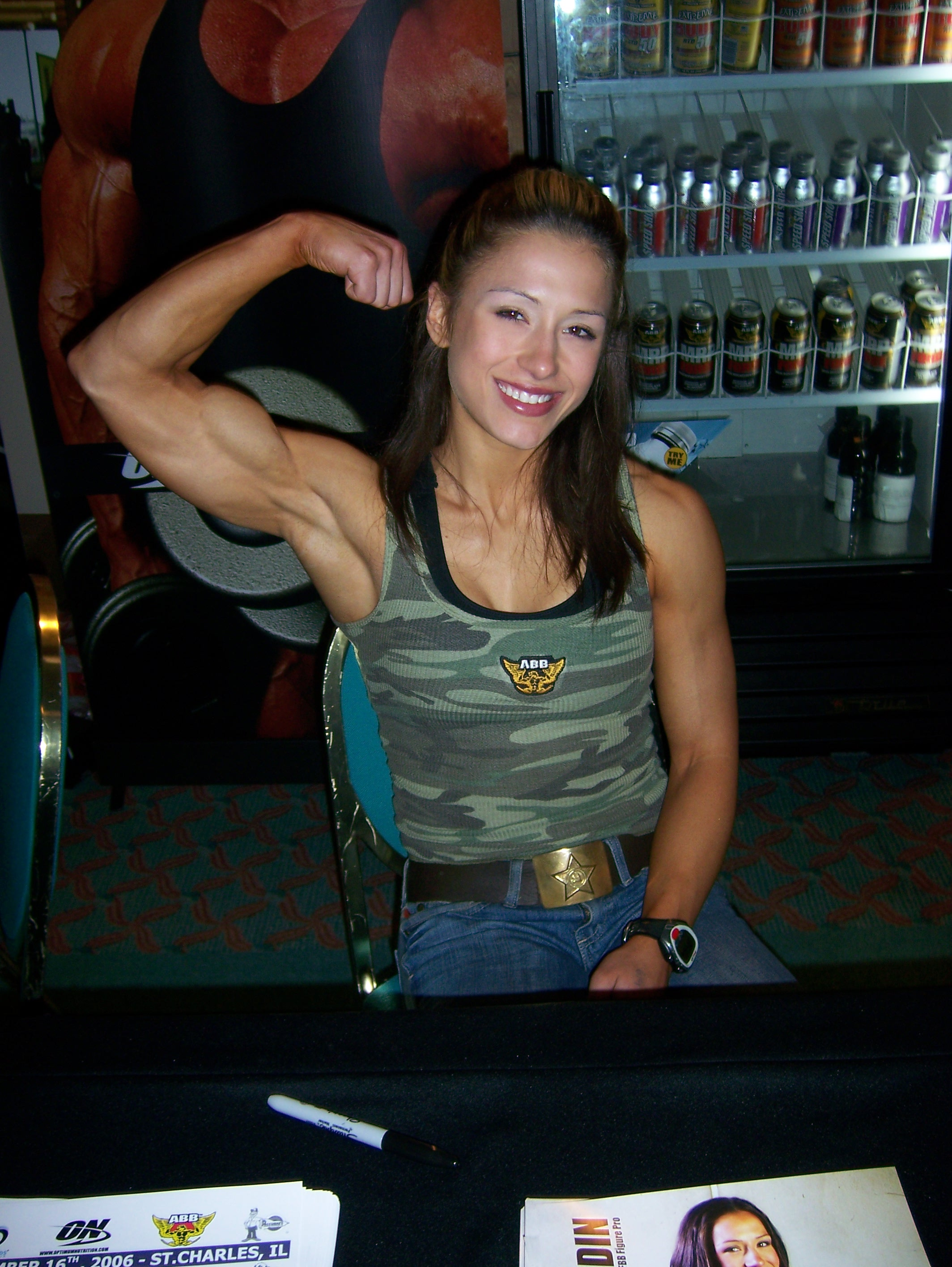
Pauline Nordin.

Pauline Nordin (23 juli 1982) is een IFBB fitness competitor, Pro Figure atlete, fitnessmodel, actrice, fitnesstrainer en journaliste. Ze is geboren in Ystad, Zweden en begon met trainen in 1999 en met wedstrijden in 2002.
Ze schrijft en staat model in fitnessbladen. Pauline was de Zweedse trainer in de tv-show Biggest Loser, haar kandidaten wonnen dat seizoen het programma.
Pauline is ook schrijfster voor Bodybuilding.com.
In 2007, she founded her fitness brand Fighterdiet, providing workouts, her own diet concept, challenges and support groups that allows people to obtain and maintain healthy habits for life.